# انتخابات مجلس شورای ملی (۱۳۲۰)
انتخابات مجلس سیزدهم در ایران در شهریور ۱۳۲۰ آغاز شد. در این زمان رضا شاه هنوز در قدرت بود و فرایند انتخابات در طول حمله انگلیس و شوروی به ایران و جانشینی پسرش محمدرضا شاه نیز ادامه یافت.
نخست وزیر محمد علی فروغی برای لغو نتایج انتخابات که عاری از مشروعیت در نظر گرفته می‌شد تحت فشار قرار گرفته بود.
بلافاصله پس از انتخابات و تبعید رضا شاه، اعضای پارلمان که به صورت جداگانه قبل از کناره گیری از پادشاهی توسط او دستچین شده بودند تغییر رفتار دادند و خواستار تحقیقات دربارهٔ تخلفات رضا شاه شدند.